# Кубок Австрії з футболу 2002—2003
Кубок Австрії з футболу 2002–2003 — 69-й розіграш кубкового футбольного турніру в Австрії. Титул здобула Аустрія (Відень).

## Календар
| Раунд        | Дата                       | Матчі | Клуби   |
| ------------ | -------------------------- | ----- | ------- |
| Перший раунд | 27 серпня 2002             | 24    | 52 → 28 |
| Другий раунд | 24 вересня - 9 жовтня 2002 | 12    | 28 → 16 |
| 1/8 фіналу   | 18-19 березня 2003         | 8     | 16 → 8  |
| 1/4 фіналу   | 8-9 квітня 2003            | 4     | 8 → 4   |
| 1/2 фіналу   | 13 травня 2003             | 2     | 4 → 2   |
| Фінал        | 1 червня 2003              | 1     | 2 → 1   |

## Перший раунд
| Команда 1                 | Рахунок      | Команда 2                   |
| ------------------------- | ------------ | --------------------------- |
| 27 серпня 2002            |              |                             |
| Альтах (3)                | 4:3 дч       | Пашинг                      |
| Санкт-Андре (4)           | 1:6          | Шварц-Вайс (Брегенц)        |
| Шваненштадт (3)           | 0:1          | Рапід (Відень)              |
| Кремсер (3)               | 2:5          | Адміра Ваккер Медлінг       |
| Горн (4)                  | 1:4          | Рід                         |
| Аустрія-2 (Відень) (3)    | 0:1          | Аустрія (Зальцбург)         |
| Кернтен-2 (3)             | 1:3          | Унтерзібенбрунн (2)         |
| Гундсгайм (3)             | 0:2          | Леобен (2)                  |
| Аустрія-2 (Зальцбург) (3) | 1:2          | Маттерсбург (2)             |
| Заттледт (4)              | 0:2          | Вінер Шпорт-Клуб (2)        |
| Санкт-Пельтен (3)         | 1:3          | Аустрія (Лустенау) (2)      |
| Флавія (4)                | 1:2          | Лустенау 07 (2)             |
| Блау-Вайс Лінц (3)        | 3:1          | ЛАСК Лінц (2)               |
| Айнтрахт (Вельс) (3)      | 0:6          | Капфенберг (2)              |
| Куфштайн (3)              | 0:2          | Бад Блайберг (2)            |
| Граткорн (3)              | 1:4 дч       | Вергль (2)                  |
| Фортуна 05 (4)            | 0:1          | Ваттенс/Ваккер (Тіроль) (3) |
| Уніон (Санкт-Флоріан) (3) | 0:2          | Гартберг (3)                |
| Галл (3)                  | 3:1          | Санкт-Файт (3)              |
| Арнфельс (4)              | 1:0          | Шварц-Вайс (Зальцбург) (3)  |
| Коттінгбрунн (3)          | 3:1          | Флорідсдорфер (3)           |
| Цельтвег (3)              | 2:1 дч       | Нойберг (3)                 |
| Пух (3)                   | 1:0 дч       | Рорбах (3)                  |
| Лангенрор (4)             | 1:1 пен. 5:3 | Герстгофен (4)              |

## Другий раунд
| Команда 1                   | Рахунок      | Команда 2              |
| --------------------------- | ------------ | ---------------------- |
| 24 вересня 2002             |              |                        |
| Галл (3)                    | 1:5          | Рід                    |
| Альтах (3)                  | 3:1          | Адміра Ваккер Медлінг  |
| Вінер Шпорт-Клуб (2)        | 3:2          | Леобен (2)             |
| Коттінгбрунн (3)            | 0:1 дч       | Унтерзібенбрунн (2)    |
| Ваттенс/Ваккер (Тіроль) (3) | 4:0          | Аустрія (Лустенау) (2) |
| Цельтвег (3)                | 0:4          | Лустенау 07 (2)        |
| Блау-Вайс Лінц (3)          | 3:1          | Капфенберг (2)         |
| Лангенрор (4)               | 1:9          | Маттерсбург (2)        |
| 25 вересня 2002             |              |                        |
| Бад Блайберг (2)            | 2:0          | Рапід (Відень)         |
| Гартберг (3)                | 3:3 пен. 4:1 | Шварц-Вайс (Брегенц)   |
| 1 жовтня 2002               |              |                        |
| Пух (3)                     | 0:2          | Аустрія (Зальцбург)    |
| 9 жовтня 2002               |              |                        |
| Арнфельс (4)                | 2:0          | Вергль (2)             |

## 1/8 фіналу
| Команда 1                   | Рахунок | Команда 2            |
| --------------------------- | ------- | -------------------- |
| 18 березня 2003             |         |                      |
| Унтерзібенбрунн (2)         | 1:2 дч  | Рід                  |
| Альтах (3)                  | 0:1     | Аустрія (Зальцбург)  |
| Штурм                       | 3:0     | Вінер Шпорт-Клуб (2) |
| Ваттенс/Ваккер (Тіроль) (3) | 5:3 дч  | Лустенау 07 (2)      |
| Блау-Вайс Лінц (3)          | 0:3 дч  | Кернтен              |
| Гартберг (3)                | 0:1     | Маттерсбург (2)      |
| 19 березня 2003             |         |                      |
| Бад Блайберг (2)            | 0:2     | Аустрія (Відень)     |
| Арнфельс (4)                | 0:4     | Грацер               |

## 1/4 фіналу
| Команда 1                   | Рахунок | Команда 2           |
| --------------------------- | ------- | ------------------- |
| 8 квітня 2003               |         |                     |
| Ваттенс/Ваккер (Тіроль) (3) | 0:2     | Аустрія (Зальцбург) |
| Аустрія (Відень)            | 1:0     | Штурм               |
| Рід                         | 1:3     | Кернтен             |
| 9 квітня 2003               |         |                     |
| Маттерсбург (2)             | 1:0     | Грацер              |

## 1/2 фіналу
| Команда 1           | Рахунок | Команда 2        |
| ------------------- | ------- | ---------------- |
| 13 травня 2003      |         |                  |
| Аустрія (Зальцбург) | 0:1     | Аустрія (Відень) |
| Кернтен             | 4:0     | Маттерсбург (2)  |

## Фінал
| 1 червня 2003 |

| Аустрія (Відень)              | 3:0      | Кернтен           |
| ----------------------------- | -------- | ----------------- |
| Яночко 15' Русфельдт 47', 87' | Протокол | Гілевич Данді 64' |

| Арнольд Шварценеггер-Штадіон, Ґрац Глядачів: 6 500 Арбітр: Томас Штайнер |